# Condado de Kielce
Kielce (em polonês: powiat kielecki) é um powiat (condado) da Polônia, na voivodia de Santa Cruz. A sede é a cidade de Kielce. Estende-se por uma área de 2247,45 km², com 208 798 habitantes, segundo o censo de 2016, com uma densidade de 93 hab/km².

## Divisões admistrativas
O condado possui:
Comunas urbana-rurais: Chęciny, Daleszyce, Bodzentyn, Chmielnik, Morawica
Comunas rurais: Piekoszów, Górno, Zagnańsk, Miedziana Góra, Bieliny, Strawczyn, Nowa Słupia, Masłów, Mniów, Łopuszno, Sitkówka-Nowiny, Łagów, Raków, Pierzchnica
Cidades: Bodzentyn, Chęciny, Chmielnik, Daleszyce

## Demografia
População (dados de 30 de Junho de 2016):
|          | Total   | Total | Mulheres | Mulheres | Homens  | Homens |
| -------- | ------- | ----- | -------- | -------- | ------- | ------ |
|          | pessoas | %     | pessoas  | %        | pessoas | %      |
| Total    | 208 798 | 100   | 104 621  | 50,11    | 104 177 | 49,89  |
| Cidades  | 13 415  | 100   | 6 804    | 3,26     | 6 611   | 3,17   |
| Povoados | 195 383 | 100   | 97 817   | 46,85    | 97 566  | 46,73  |